# Alpha Flight
Alpha Flight är en kanadensisk superhjältegrupp skapad för Marvel Comics av Chris Claremont och den kanadensiskfödde John Byrne.
Gruppen uppträdde första gången i "Uncanny X-Men", #120-#121, och fick sin egen serie 1983.